# Margaret Shonekan
Margaret O. Shonekan (sinh ngày 28 tháng 10 năm 1940) là một công chức Nigeria. Shonekan dành phần lớn sự nghiệp của mình với Hội đồng khảo thí Tây Phi (WAEC). Bà được bổ nhiệm làm Uỷ viên Dịch vụ Dân sự Liên bang từ ngày 1 tháng 10 năm 1986 cho đến ngày 31 tháng 3 năm 1994. Bà cũng từng là Đệ nhất phu nhân Nigeria từ ngày 26 tháng 8 năm 1993 cho đến ngày 17 tháng 11 năm 1993 trong nhiệm kỳ tổng thống chuyển tiếp của chồng bà, Ernest Shonekan.

## Tiểu sử
Margaret Shonekan sinh ngày 28 tháng 10 năm 1940 tại Gusau, Nigeria thuộc Anh, thuộc bang Zamfara ngày nay. Cha mẹ cô đã chuyển đến Gusau vào cuối những năm 1930, nơi cha cô làm giáo viên cho Hội Truyền giáo Giáo hội. Bà học tiểu học tại Trường tiểu học Christ Church Anglican ở Gusau và Trường tiểu học Peter's ở Minna. Sau đó, bà theo học trường nữ Anh giáo ở Orita-Mefa, Ibadan, trong một năm trước khi đăng ký vào trường trung học nữ Anh giáo ở Ilesa (nay gọi là trường St. Margaret) từ năm 1954 đến năm 1958. Sheonekan theo học trường ngữ pháp Ibadan từ tháng 1 năm 1959 đến tháng 12 năm 1960.
Shonekan ghi danh tại Đại học Ibadan (nay gọi là Đại học Ibadan) từ năm 1961 đến tháng 6 năm 1965, khi bà tốt nghiệp bằng Cử nhân Nghệ thuật danh dự trong lịch sử. Sau đó, cô đã nhận được bằng tốt nghiệp sau đại học về quản trị và quản lý từ trường St. Godric's College ở London vào năm 1968.
Margaret Shonekan được Hội đồng khảo thí Tây Phi (WAEC) thuê làm Người đăng ký trợ lý tập sự vào ngày 1 tháng 10 năm 1965. Bà đã làm việc cho WAEC trong phần lớn sự nghiệp chuyên nghiệp của mình. Shonekan sau đó được bổ nhiệm làm phó phòng đăng ký của WAEC từ ngày 1 tháng 4 năm 1982 cho đến ngày 30 tháng 9 năm 1986.
Năm 1986, Margaret Shonekan rời WAEC sau khi được bổ nhiệm vào Ủy ban Dịch vụ Dân sự Liên bang, nơi giám sát dịch vụ dân sự, bởi Chính phủ Liên bang Nigeria. Cô phục vụ như một ủy viên công vụ liên bang từ ngày 1 tháng 10 năm 1986 cho đến ngày 31 tháng 3 năm 1994.
Năm 1993, chồng của Shonekan, Ernest Shonekan, trở thành tạm thời, Tổng thống chuyển tiếp của Nigeria. Margaret Shonekan từng là Đệ nhất phu nhân Nigeria chỉ trong 82 ngày kể từ ngày 26 tháng 8 năm 1993 cho đến ngày 17 tháng 11 năm 1993. Nhiệm kỳ tổng thống của Shonekan bị cắt ngắn khi Tướng Sani Abacha tổ chức một cuộc đảo chính và lật đổ Shonekan vào ngày 17/11/1993.
Shonekan tái gia nhập Hội đồng khảo thí Tây Phi (WAEC) ngày 1 tháng 4 năm 1994, với tư cách là phó giám đốc cấp cao. Sau đó, cô được thuê làm Trưởng văn phòng quốc gia của WAEC vào ngày 30 tháng 10 năm 1995, bằng cách đánh bại năm đồng nghiệp nam, những người cũng tìm kiếm vị trí này. Shonekan từng là Trưởng văn phòng quốc gia tại WAEC từ ngày 30 tháng 10 năm 1995, cho đến khi nghỉ hưu vào ngày 30 tháng 9 năm 2000. Bà mô tả thời gian làm Trưởng văn phòng quốc gia là những năm khó khăn nhất với WAEC, do hội đồng thi thiếu kinh phí và ngân khố trống rỗng vào thời điểm đó. Bà đã nghỉ hưu từ WAEC năm 2000.